# Tragèdia de Khàrkiv
La tragèdia de Khàrkiv fou l'incendi d'una presó de la NKVD provocada per l'Exèrcit Roig en retirada el 1941. Hi van morir cremats 1.200 presos polítics, inclòs possiblement (tot i que no és segur) l'actor, director i mestre Ivan Iakovlèvitx Iukhimenko. La presó estava situada al carrer Txernixevski, a Khàrkiv (Ucraïna).

## Memorial
El 17 de març del 2012, els ciutadans de Khàrkiv van celebrar per primera vegada un memorial per les víctimes de la tragèdia. Els participants van demanar a la comissió de toponímia de l'Ajuntament de Khàrkiv que s'autoritzi la col·locació d'un monument.